# Ostfriesensühne
Ostfriesensühne ist ein deutscher Fernsehkrimi von Sebastian Ko aus dem Jahr 2022, der auf dem Roman Ostfriesensünde des Schriftstellers Klaus-Peter Wolf basiert und die sechste Verfilmung der ZDF-Reihe Ostfrieslandkrimis ist. Während in der Romanvorlage zwei Handlungsstränge parallel laufen, wurden diese bei der Filmreihe auf zwei Filme aufgeteilt. Der dritte Film Ostfriesensünde konzentriert sich auf den Fall um einen Serienmörder, der seine Opfer lebendig einmauert, während die parallel laufende Romanhandlung, in der Ann Kathrin Klaasen dem Geheimnis um den Tod ihres Vaters auf die Spur kommt, unter dem Titel Ostfriesensühne verfilmt wurde. Die deutsche Erstausstrahlung erfolgte am 2. April 2022 im ZDF.

## Handlung
Kriminalhauptkommissarin Ann Kathrin Klaasen befindet sich gerade in einem psychisch labilen Zustand. Der nunmehr 15 Jahre zurückliegende Mord an ihrem Vater setzt ihr so schwer zu, dass ihr Kollege Frank Weller sie bittet, sich professionelle Hilfe zu suchen. In der Arztpraxis angekommen, glaubt Klaasen zunächst, sie halluziniert, denn im Wartezimmer trägt eine alte Dame in ihrer Handtasche ein Foto ihres Vaters, zusammen mit einer ihr unbekannten Frau. Klaasen spricht die Dame namens Gertrud Klocke an. Sie eröffnet ihr, dass es sich bei dem Mann auf dem Foto um den Verlobten ihrer verstorbenen Tochter handelt. Als Klaasen einige Tage später die Frau in ihrer Seniorenresidenz besuchen möchte, wird sie leblos auf ihrem Balkon aufgefunden. Die Kommissarin sucht das Zimmer nach möglichen Hinweisen ab und findet ein verstecktes Handy. Als sie die Wahlwiederholungstaste drückt, meldet sich jemand und fragt: „Mama“? Für Klaasen heißt das nur eins: Isolde Klocke lebt und hat, da sie nach ihren Recherchen Polizeiobermeisterin im Emden war, gemeinsam mit ihrem Vater als verdeckte Ermittler gearbeitet. Als sie im Polizeicomputer nach der Frau gesucht hatte, waren die Mittelsmänner alarmiert und haben Gertrud Klocke zum Schweigen gebracht. Klaasens Chef will von derartigen Verschwörungstheorien nichts hören und schickt die Kommissarin in Urlaub. Das hält sie aber nicht davon ab, trotzdem der Sache nachzugehen. Sie macht des Hotel ausfindig, in dem ihr Vater und Isolde Klocke regelmäßig zu Gast waren, und erfährt, dass die Frau eines Tages ertrunken sein soll, ihre Leiche aber nie gefunden wurde. Nach Informationen von Klaasens Chef hatte ihr Vater gegen einen Mädchenhändler aus Gelsenkirchen undercover ermittelt und so nimmt sie Kontakt zu dessen Mitarbeiter Beukelzoon auf, der eigentlich im Rahmen eines Zeugenschutzprogramms ein neues Leben führt, sich aber trotzdem mit Klaasen trifft. Er berichtet von den Praktiken der Mädchenhändler, bei denen sie, als verdeckte Ermittler, mitziehen mussten, um ihre Tarnung nicht zu gefährden. Allerdings muss Klaasen nun hören, dass ihr Vater angeblich immer mehr Gefallen an seiner Rolle gefunden hätte und am Ende selbst ein verbrecherisches Doppelleben führte. Leider deckt sich diese Aussage mit der Andeutung eines Straftäters: Klaasens Vater hätte den Banküberfall, bei dem er zu Tode kam, selbst geplant und wurde dann von seinen Bandenmitgliedern liquidiert, weil er alles für sich behalten wollte.
Klaasen kommt über das Internet mit Mila in Kontakt, die Opfer des Menschenhändlerringes ist und angeblich ihrem Vater zu „verdanken“ hat, dort gelandet zu sein, wo sie jetzt ist; in der Prostitution. Nachdem Klaasen nun aus dritter Quelle hören muss, dass ihr Vater nicht der brave Polizist war, den sie in Erinnerung hat, ist sie am Boden zerstört. Nun meldet sich auch noch Isolde Klocke bei Klaasen, um mit ihr zu reden. Gerade als sie ihr mitteilt, der Banküberfall wäre nur Tarnung gewesen, wird Klocke von einem Profikiller erschossen. So wird klar: Es muss noch heute jemanden in den Reihen der Polizei geben, der nicht will, dass die Wahrheit ans Licht kommt, denn Akten sind verschwunden und nun wurde schon der zweite Mensch umgebracht. Klocke hatte einen Schlüssel für ein Bankschließfachs bei sich, den Klaasen an sich nimmt, aber damit nicht so recht weiterkommt.
Klaasens Kollegen nehmen, aufgerüttelt durch den eiskalten Mord an Isolde Klocke, nun die Ermittlung zum Fall Karl-Heinz Heidrich wieder auf. Eine immer wiederkehrende Schlüsselfigur ist der Staranwalt Heiko Käfer, auch ein Friedhelm Stenger scheint involviert zu sein. Klaasen spürt ihn in Gelsenkirchen auf und redet mit ihm. Dreißig Minuten nach ihrem Besuch ist Stenger tot. Erst jetzt wird Klaasen klar, dass sie das Werkzeug eines Killers ist, den sie zu den Klockes und nun auch noch zu Stenger geführt hat. Sie will nicht mehr hinter ihm herjagen, sondern ihn erwarten: Sie macht sich auf den Weg zu Heiko Käfer, der sich in seinem Wochenenddomizil ein Liebesnest für seine fragwürdigen Sexpraktiken eingerichtet hat. Der Plan geht auf, allerdings erschießt der Killer sowohl Käfer als auch seine Sexgespielin. Klaasen gegenüber tritt Beukelzoon, der vorhat, die Kommissarin für seine Morde verantwortlich zu machen. Als ihr klar wird, dass er der Mörder ihres Vaters ist, mobilisiert sie all ihre Kräfte und ehe Beukelzoon reagieren kann, schießt sie ihm ins Bein.
Klaasen ist erleichtert, dass ihr Vater doch nicht die Seiten gewechselt hatte. Letztendlich musste er wegen der Beweise, die er gegen die Menschenhändler gesammelt hatte, sterben. Er hatte sie in einem Schließfach verwahrt. Mit dem Bankraub wollten seine Gegenspieler an diese Unterlagen gelangen, was missglückte.

## Hintergrund
Die Dreharbeiten für Ostfriesensühne erstreckten sich vom 20. Januar 2021 bis zum 19. Februar 2021. Es ist die letzte Folge mit Julia Jentsch als Kriminalhauptkommissarin Ann Kathrin Klaasen. Ab der siebten Folge übernimmt Schauspielerin Picco von Groote die Rolle.

## Rezeption

### Kritik
Tilmann P. Gangloff schrieb für Tittelbach.tv: „Im fesselnden und enorm dicht erzählten sechsten „Ostfriesen“-Krimi kommt Kommissarin Ann Kathrin Klaasen endlich dem Geheimnis ihres Vaters auf die Spur.“ „Schon die Geschichte ist klasse, weil die Heldin durch die schockierende Erkenntnis komplett den Boden unter den Füßen verliert. Mindestens genauso gut ist die Umsetzung durch Regisseur Sebastian Ko. Wie bei allen herausragenden Thrillern hat die Musik enormen Anteil daran, dass der Film nicht zur Ruhe kommt. Mehr als nur sehenswert ist auch die winterlich kühle Bildgestaltung: Mystische Erinnerungsfetzen, rätselhafte Träume und Rückblende setzen visuelle Reizpunkte.“
Bei quotenmeter.de wertete Christian Lukas: Leider demonstriert auch dieser Film, wie „immer wieder die Figur der Ann Kathrin Klaasen, denn sie lassen sie immer wieder als eine ausschließlich von ihren Gefühlen getriebene Ermittlerin erscheinen, die ihr eigenes Trauma über alles stellt. Über die Befindlichkeiten ihrer Kollegen, ja über das Leben der Menschen, die sie durch ihre Nachforschungen in Gefahr bringt. Trauma hin, Trauma her: Menschen wie sie nennt man Egoisten. Die Geschichte des Vaters ist packend, die Bildgestaltung ist exquisit, atmosphärisch ist das alles A-Fernsehen. Dennoch scheitert ‚Ostfriesensühne‘ am Ende gnadenlos an seiner nervenden Hauptfigur.“
Oliver Armknecht von film-rezensionen.de wertete: Diesmal „darf die Protagonistin endlich erfahren, weshalb ihr Vater seinerzeit sterben musste. Das ist mehr dramatisch als spannend. Als Krimi ist der Film sowieso nicht interessant. Die schauspielerische Leistung und die düstere Atmosphäre machen das zum Teil aber wieder wett.“ „‚Ostfriesensühne‘ ist kein Krimi, den man sich anschaut, wenn man eine glaubwürdige Geschichte sehen will. Das wird schon zum Teil ein wenig absurd. Aber auch Zuschauer und Zuschauerinnen, die in der Tradition von Whodunnits rätseln möchten, wer hinter den Morden steht, bekommen nicht so wahnsinnig viel zu tun. Es gibt in dem Film so wenige Figuren, dass es fast nicht möglich ist, auf die falsche zu setzen. Wenn überhaupt besteht die Spannung darin, wer am Ende noch mit dem Leben davonkommt.“
Für prisma.de urteilte Wilfried Geldner: „Der komplizierte Fall wird vom Regisseur Sebastian Ko im Stil eines bedrückenden Film-noir-Krimis inszeniert – viel dunkler Himmel, nasse Straßen und unwirtliche Schneelandschaften an der Nordseeküste. Auf der Tonspur wummert es stets höchst bedrohlich. Julia Jentsch wird von ihren Recherchen in eigener Sache geradezu erdrückt. Für Gefühle – ausgenommen Wut – bleibt da kaum Raum. Das Privatleben vermengt sich ohnehin auf unglückliche Weise mit dem Beruf: Wie in der Romanvorlage von Klaus-Peter Wolf ist der Kollege Frank Weller (Christian Erdmann) auch ihr Freund. So bleibt zuletzt das Vaterbild als alles überschattende Ikone. ‚Ich hab' dich ganz schön erschreckt‘, sagt der Herbeigeträumte am Ende zu seiner Tochter. Die zweifelte an ihm und seinem Tun lange Zeit. Sehr viel mehr als das Publikum vor dem Schirm.“

### Einschaltquoten
Bei der Erstausstrahlung am 2. April 2022 wurde Ostfriesensühne in Deutschland von 6,80 Millionen Zuschauern gesehen, was für das ZDF einem Marktanteil von 23,2 Prozent entspricht.